# Diggegali, Khanapur
Diggegali là một làng thuộc tehsil Khanapur, huyện Belgaum, bang Karnataka, Ấn Độ.